# Nélio Domingos Zortea
Nélio Domingos Zortea (ur. 1 grudnia 1963 w Iraí) – brazylijski duchowny katolicki, w latach 2016–2023 biskup Jataí, biskup Cruz Alta od 2023.

## Życiorys
12 października 1995 otrzymał święcenia kapłańskie i uzyskał inkardynację do archidiecezji Cascavel. Był m.in. wychowawcą, ekonomem i rektorem niższego seminarium, duszpasterzem nadzwyczajnych szafarzy Komunii świętej, wikariuszem generalnym archidiecezji oraz proboszczem parafii archikatedralnej.
18 listopada 2015 papież Franciszek mianował go biskupem diecezji Jataí. Sakry udzielił mu 30 stycznia 2016 arcybiskup Lúcio Ignácio Baumgaertner.
29 marca 2023 papież mianował go biskupem diecezji Cruz Alta.